# ルイ・ネ

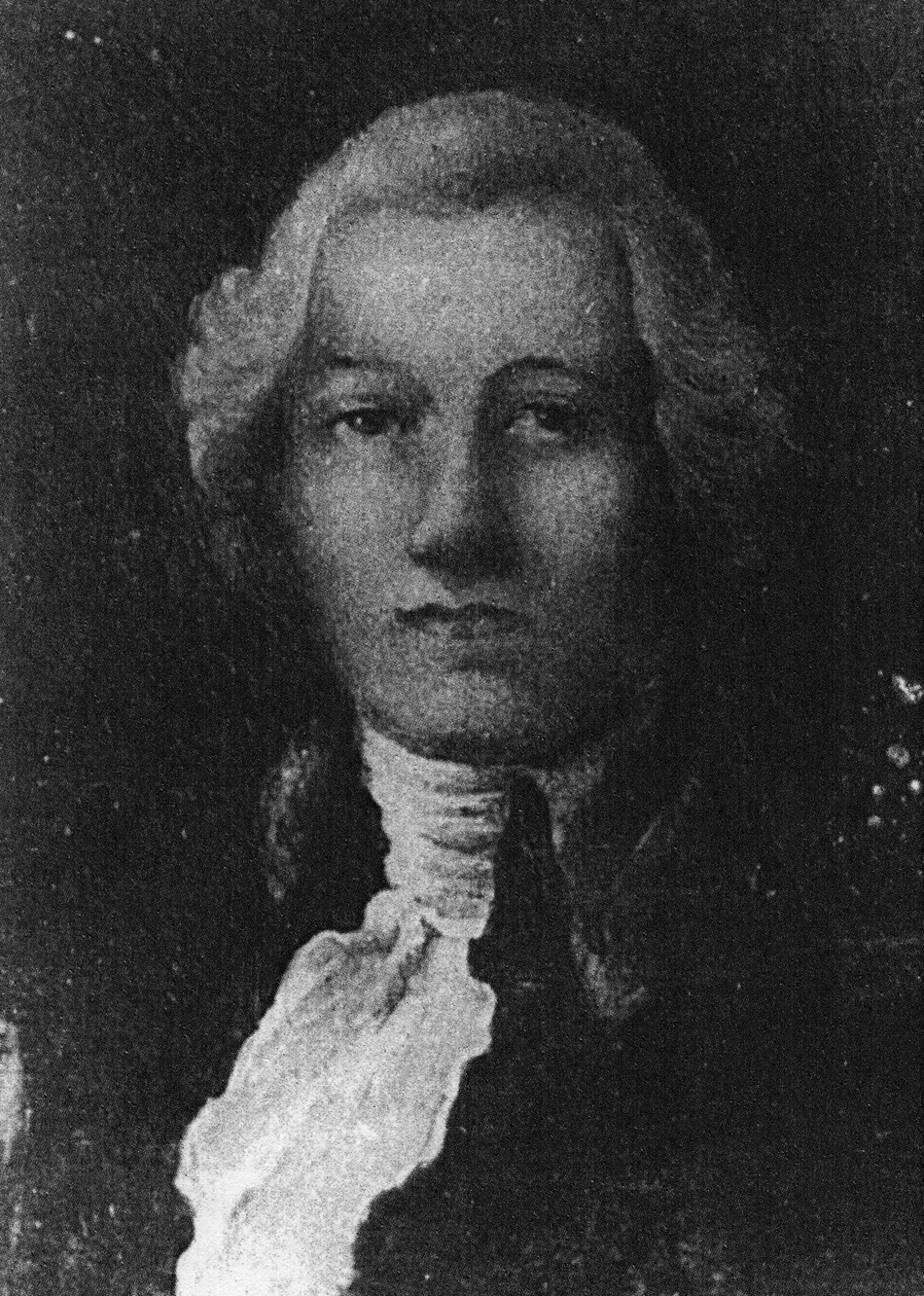
Luis Née

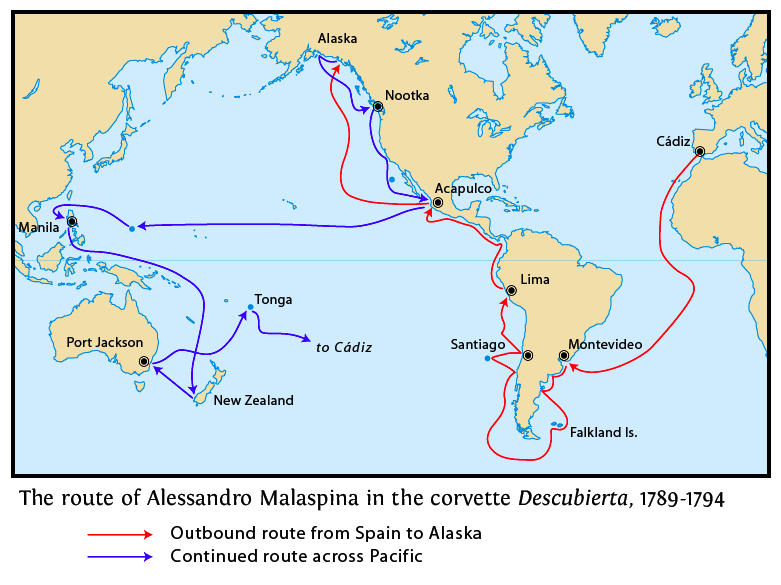
ネーの参加したマラスピーナの航海の航路

ルイ・ネ（Luis Née、1734年頃 - 1807年10月5日）はフランス生まれで、主にスペインで活動した植物学者である。1789年から1794年の間に行われた、アメリカ大陸の太平洋岸、フィリピン、ニュージーランド、オーストラリアを航海したアレサンドロ・マラスピーナ・ディ・ムラッツォ（Alessandro Malaspina di Mulazzo）の探検に植物学者として参加した。

## 生涯
フランスのランブイエ近くのPerrayに生まれた。スペイン南部の植物の研究を行った。1785年から1786年にナバラの植物園で働き1,200あまりの植物標本を集め、これらはマドリードの王立植物園に送られた。1789年にスペイン王、カルロス4世からマラスピーナの航海に参加するように命じられた。
Antonio de Pineda とThaddäus Haenkeとともに航海に参加し、出発時には55歳になっており最年長であったが、互いに競うように採集につとめ、ネーは航海中に12,000種の標本を集めた。スペインに戻ると、標本の整理と記述に従事した。マドリードの植物園長のアントニオ・ホセ・カヴァニレス（Antonio José Cavanilles）が研究を手伝った。カリフォルニアライブオーク（quercus agrifolia）など多くの新種植物を記載した。